# Festival de la Canción de Eurovisión 1974
El XIX Festival de la Canción de Eurovisión fue celebrado el 6 de abril de 1974 en Brighton, Reino Unido, con Katie Boyle como presentadora. La canción ganadora fue «Waterloo» del exitoso grupo sueco ABBA.
Luxemburgo, ganador de las ediciones de 1972 y 1973, no podía hacerse con los costes de una nueva organización. El Reino Unido, que había quedado en tercer lugar, se ofreció a organizar el festival de este año,  sin que el resto de países, incluido España que había quedado segunda clasificada, se opusieran.
Representando al Reino Unido se presentó Olivia Newton-John, que alcanzó la cuarta posición con «Long Live Love». A pesar de que ella deseaba interpretar otra canción en el festival, este tema fue elegido por el voto postal de la población del país. Otra de las cantantes más populares de la edición fue Gigliola Cinquetti, quien quedó segunda con «Sì» diez años después de su victoria en el festival.
Francia iba a participar en el festival con la canción «La vie à vingt-cinq ans» de Dani, pero acabó no presentándose tras el fallecimiento de Georges Pompidou, el presidente francés, durante la semana de los ensayos. Esta canción era considerada una de las favoritas para el triunfo, incluso por encima de la canción de ABBA. Le hubiese correspondido actuar en 14.º lugar, entre Irlanda y Alemania Occidental.
El 25 de abril de 1974, la canción «E Depois do Adeus» sería utilizada como himno de la Revolución de los Claveles llevado a cabo contra el régimen autoritario portugués.

## Países participantes

### Canciones y selección
| País y TV               | Título original de la canción        | Artista            | Proceso y fecha de selección            |
| País y TV               | Traducción al español                | Idiomas            | Proceso y fecha de selección            |
| ----------------------- | ------------------------------------ | ------------------ | --------------------------------------- |
| Alemania Occidental ARD | Die Sommermelodie                    | Cindy & Bert       | Final Nacional, 11-03-1974              |
| Alemania Occidental ARD | La canción del verano                | Alemán             | Final Nacional, 11-03-1974              |
| Bélgica BRT             | Fleur de liberté                     | Jacques Hustin     | Final Nacional, 14-01-1974              |
| Bélgica BRT             | Flor de libertad                     | Francés            | Final Nacional, 14-01-1974              |
| España TVE              | Canta y sé feliz                     | Peret              | Elección Interna                        |
| España TVE              | -                                    | Español            | Elección Interna                        |
| Finlandia YLE           | Keep me warm                         | Carita             | Euroviisut 1974, 16-02-1974             |
| Finlandia YLE           | Mantenme caliente                    | Inglés             | Euroviisut 1974, 16-02-1974             |
| Francia ORTF            | La vie à vingt-cinq ans              | Dani               | Elección Interna                        |
| Francia ORTF            | La vida a los veinticinco años       | Francés            | Elección Interna                        |
| Grecia ERT              | Krasi, thalassa ke t'agori mu        | Marinella          | Elección Interna                        |
| Grecia ERT              | Vino, el mar y mi novio              | Griego             | Elección Interna                        |
| Irlanda RTÉ             | Cross Your Heart                     | Tina Reynolds      | Final Nacional, 10-02-1974              |
| Irlanda RTÉ             | ¡Júralo!                             | Inglés             | Final Nacional, 10-02-1974              |
| Israel IBA              | Natati La Chaiai                     | Poogy              | Elección Interna                        |
| Israel IBA              | Le di mi vida                        | Hebreo             | Elección Interna                        |
| Italia RAI              | Si                                   | Gigliola Cinquetti | Elección Interna                        |
| Italia RAI              | -                                    | Italiano           | Elección Interna                        |
| Luxemburgo CLT          | Bye Bye I Love You                   | Ireen Sheer        | Elección Interna                        |
| Luxemburgo CLT          | Adiós, te quiero                     | Francés            | Elección Interna                        |
| Mónaco TMC              | Celui qui reste et celui qui s'en va | Romuald            | Elección Interna                        |
| Mónaco TMC              | El que se queda y el que se va       | Francés            | Elección Interna                        |
| Noruega NRK             | The First Day of Love                | Anne-Karine Strøm  | Melodi Grand Prix 1974, 16-02-1974      |
| Noruega NRK             | El primer día de amor                | Inglés             | Melodi Grand Prix 1974, 16-02-1974      |
| Países Bajos NOS        | I See a Star                         | Mouth & MacNeal    | Nationaal Songfestival 1974, 27-02-1974 |
| Países Bajos NOS        | Veo una estrella                     | Inglés             | Nationaal Songfestival 1974, 27-02-1974 |
| Portugal RTP            | E depois do adeus                    | Paulo de Carvalho  | Festival da Canção 1974, 07-03-1974     |
| Portugal RTP            | Y después del adiós                  | Portugués          | Festival da Canção 1974, 07-03-1974     |
| Reino Unido BBC         | Long Live Love                       | Olivia Newton-John | A Song for Europe, 23-02-1974           |
| Reino Unido BBC         | Larga vida al amor                   | Inglés             | A Song for Europe, 23-02-1974           |
| Suecia SR               | Waterloo                             | ABBA               | Melodifestivalen 1974, 09-02-1974       |
| Suecia SR               | -                                    | Inglés             | Melodifestivalen 1974, 09-02-1974       |
| Suiza SSR SRG           | Mein Ruf nach Dir                    | Piera Martell      | Final Nacional, 24-01-1974              |
| Suiza SSR SRG           | Mi llamada para ti                   | Alemán             | Final Nacional, 24-01-1974              |
| Yugoslavia JRT          | Moja generacija                      | Korni Group        | Pjesma Eurovizije 1974, 02-03-1974      |
| Yugoslavia JRT          | Mi generación                        | Serbio             | Pjesma Eurovizije 1974, 02-03-1974      |

En cursiva aparecen las canciones que iban a participar en el festival y fueron retiradas antes del mismo

## Resultados
Suecia lideró la clasificación durante toda la ronda de votaciones.
| #  | País                | Intérprete(s)      | Canción                                | Lugar | Puntos |
| -- | ------------------- | ------------------ | -------------------------------------- | ----- | ------ |
| 01 | Finlandia           | Carita Holmström   | «Keep me warm»                         | 13    | 4      |
| 02 | Reino Unido         | Olivia Newton-John | «Long live love»                       | 4     | 14     |
| 03 | España              | Peret              | «Canta y sé feliz»                     | 9     | 10     |
| 04 | Noruega             | Anne-Karine Strøm  | «The first day of love»                | 14    | 3      |
| 05 | Grecia              | Marinella          | «Krasi, thalassa ke t'agori mu»        | 11    | 7      |
| 06 | Israel              | Kaveret            | «Natati la chaiai»                     | 7     | 11     |
| 07 | Yugoslavia          | Korni              | «Moja generacija»                      | 12    | 6      |
| 08 | Suecia              | ABBA               | «Waterloo»                             | 1     | 24     |
| 09 | Luxemburgo          | Ireen Sheer        | «Bye bye, I love you»                  | 4     | 14     |
| 10 | Mónaco              | Romuald            | «Celui qui reste et celui qui s'en va» | 4     | 14     |
| 11 | Bélgica             | Jacques Hustin     | «Fleur de liberté»                     | 9     | 10     |
| 12 | Países Bajos        | Mouth & MacNeal    | «I see a star»                         | 3     | 15     |
| 13 | Irlanda             | Tina Reynolds      | «Cross your heart»                     | 7     | 11     |
| 14 | Alemania Occidental | Cindy & Bert       | «Die Sommermelodie»                    | 14    | 3      |
| 15 | Suiza               | Piera Martell      | «Mein Ruf nach dir»                    | 14    | 3      |
| 16 | Portugal            | Paulo de Carvalho  | «E Depois do Adeus»                    | 14    | 3      |
| 17 | Italia              | Gigliola Cinquetti | «Sì»                                   | 2     | 18     |

## Votaciones

### Sistema de votación
En un principio se pensó hacer una extensión del sistema de años anteriores, haciendo que cada jurado tuviera diez miembros en lugar de dos y cada uno diera de 1 a 5 puntos a todas las canciones salvo la de su propio país, anunciando los resultados por teléfono. En los ensayos se vio que el excesivo tiempo consumido en las votaciones hacía el sistema inviable, por lo que a última hora se decidió recuperar el sistema de 1970, por el cual cada país tenía un jurado compuesto de diez miembros, cada uno de los cuales otorgaba 1 punto a su canción favorita. Esto motivó la protesta de varias delegaciones, entre ellas la de España.

### Tabla de votos
|                                      |                     | Bandera de Finlandia | Bandera del Reino Unido | Bandera de España | Bandera de Noruega | Bandera de Grecia | Bandera de Israel | Bandera de Yugoslavia | Bandera de Suecia | Bandera de Luxemburgo | Bandera de Mónaco | Bandera de Bélgica | Bandera de los Países Bajos | Bandera de Irlanda | Bandera de Alemania Occidental | Bandera de Suiza | Bandera de Portugal | Bandera de Italia | Total |
| Participantes                        | Finlandia           |                      | 1                       | 0                 | 0                  | 0                 | 2                 | 0                     | 0                 | 0                     | 0                 | 0                  | 0                           | 1                  | 0                              | 0                | 0                   | 0                 | 4     |
| Participantes                        | Reino Unido         | 1                    |                         | 0                 | 0                  | 1                 | 0                 | 4                     | 0                 | 0                     | 0                 | 1                  | 0                           | 1                  | 2                              | 1                | 0                   | 3                 | 14    |
| Participantes                        | España              | 0                    | 0                       |                   | 2                  | 0                 | 0                 | 0                     | 0                 | 1                     | 3                 | 0                  | 1                           | 0                  | 1                              | 0                | 2                   | 0                 | 10    |
| Participantes                        | Noruega             | 0                    | 0                       | 0                 |                    | 0                 | 0                 | 0                     | 1                 | 0                     | 1                 | 1                  | 0                           | 0                  | 0                              | 0                | 0                   | 0                 | 3     |
| Participantes                        | Grecia              | 0                    | 0                       | 0                 | 0                  |                   | 0                 | 0                     | 2                 | 0                     | 0                 | 0                  | 4                           | 0                  | 0                              | 0                | 1                   | 0                 | 7     |
| Participantes                        | Israel              | 0                    | 2                       | 0                 | 0                  | 0                 |                   | 0                     | 1                 | 0                     | 0                 | 0                  | 2                           | 1                  | 0                              | 0                | 2                   | 3                 | 11    |
| Participantes                        | Yugoslavia          | 1                    | 0                       | 1                 | 0                  | 0                 | 0                 |                       | 0                 | 0                     | 0                 | 1                  | 0                           | 0                  | 0                              | 0                | 1                   | 2                 | 6     |
| Participantes                        | Suecia              | 5                    | 0                       | 1                 | 2                  | 0                 | 2                 | 1                     |                   | 1                     | 0                 | 0                  | 3                           | 1                  | 2                              | 5                | 1                   | 0                 | 24    |
| Participantes                        | Luxemburgo          | 0                    | 0                       | 1                 | 0                  | 1                 | 2                 | 2                     | 0                 |                       | 1                 | 1                  | 0                           | 3                  | 1                              | 0                | 0                   | 2                 | 14    |
| Participantes                        | Mónaco              | 0                    | 0                       | 2                 | 1                  | 0                 | 1                 | 0                     | 1                 | 2                     |                   | 2                  | 0                           | 1                  | 2                              | 1                | 1                   | 0                 | 14    |
| Participantes                        | Bélgica             | 0                    | 0                       | 0                 | 2                  | 5                 | 0                 | 0                     | 0                 | 3                     | 0                 |                    | 0                           | 0                  | 0                              | 0                | 0                   | 0                 | 10    |
| Participantes                        | Países Bajos        | 1                    | 0                       | 0                 | 1                  | 2                 | 1                 | 3                     | 3                 | 0                     | 0                 | 1                  |                             | 1                  | 1                              | 0                | 1                   | 0                 | 15    |
| Participantes                        | Irlanda             | 0                    | 1                       | 2                 | 2                  | 0                 | 1                 | 0                     | 2                 | 2                     | 1                 | 0                  | 0                           |                    | 0                              | 0                | 0                   | 0                 | 11    |
| Participantes                        | Alemania occidental | 0                    | 0                       | 0                 | 0                  | 1                 | 0                 | 0                     | 0                 | 0                     | 0                 | 1                  | 0                           | 0                  |                                | 1                | 0                   | 0                 | 3     |
| Participantes                        | Suiza               | 0                    | 1                       | 0                 | 0                  | 0                 | 0                 | 0                     | 0                 | 0                     | 0                 | 1                  | 0                           | 0                  | 1                              |                  | 0                   | 0                 | 3     |
| Participantes                        | Portugal            | 0                    | 0                       | 1                 | 0                  | 0                 | 0                 | 0                     | 0                 | 0                     | 0                 | 0                  | 0                           | 0                  | 0                              | 2                |                     | 0                 | 3     |
| Participantes                        | Italia              | 2                    | 5                       | 2                 | 0                  | 0                 | 1                 | 0                     | 0                 | 1                     | 4                 | 1                  | 0                           | 1                  | 0                              | 0                | 1                   |                   | 18    |
| LA TABLA ESTÁ ORDENADA POR APARICIÓN |                     |                      |                         |                   |                    |                   |                   |                       |                   |                       |                   |                    |                             |                    |                                |                  |                     |                   |       |

## Polémicas

### Auto-censura Italiana
Italia rehusó retransmitir el Festival de la Canción de Eurovisión 1974 en la RAI debido a una canción interpretada por Gigliola Cinquetti que coincidió con la campaña política para el referéndum italiano de 1974 sobre la derogación de la ley del divorcio que tendría lugar un mes más tarde, el 12 y 13 de mayo. A pesar de que el Eurovisión ocurriría más de un mes antes del día de la votación y a pesar de que Cinquetti alcanzó el segundo lugar, los censores italianos se negaron a permitir que el festival y la canción fueran vistas o escuchadas. Los censores de la RAI sentían que la canción titulada "Sì", y que contenía la repetición constante de la palabra, podría ser acusada de ser un mensaje subliminal y una forma de propaganda para influenciar el voto del público italiano hacia el "SÍ" en el referéndum. La canción permaneció censurada en la mayor parte de la televisión y la radio italiana por más de un mes. Finalmente los partidarios del "NO" se alzaron con la victoria llegando a conseguir el 59,30% de los votos, con lo que el divorcio siguió siendo legal en Italia.